# نینی بروسکتا
نینی بروسکتا (ایتالیایی: Ninni Bruschetta؛ زادهٔ ۶ ژانویه ۱۹۶۲) بازیگر، فیلم‌نامه‌نویس و کارگردان فیلم اهل ایتالیا است.
از فیلم‌ها یا برنامه‌های تلویزیونی که وی در آن نقش داشته‌است، می‌توان به سیاه‌چاله‌ها، تقدیم به رم با عشق، برادرم تنها فرزند است، صبح بخیر پدر، پاینده‌باد ایتالیا و عشق گمشده اشاره کرد.